# Arcangela Girlani
Arcangela Girlani, al secolo Eleonora (Trino, 1460 – Mantova, 25 gennaio 1494), è stata una religiosa italiana, appartenente all'ordine delle Carmelitane, nota per le sue visioni mistiche. La devozione nei suoi confronti è stato approvata dalla Chiesa cattolica, che l'ha riconosciuta beata.

## Biografia
Eleonora Girlani nacque a Trino, nel Marchesato del Monferrato. La sua era una famiglia benestante. Durante la sua infanzia, aveva programmato di diventare una monaca benedettina. Tuttavia, per la strada verso l'abbazia, il suo cavallo si rifiutò di portarla lì. Interpretò questo come un segno, così divenne monaca carmelitana a Parma insieme alle sue sorelle Maria e Francesca. Ricevette il nome religioso di Arcangela. Fece la professione di fede nel 1478.
Fu poi eletta priora del suo monastero, e fondò un nuovo monastero carmelitano a Mantova. Si segnalò per i suoi doni di estasi e miracoli, tra cui la levitazione.

## Culto
Dopo la sua morte, avvenuta nel 1494, si manifestò una devozione diffusa che fu accompagnata da relazioni di guarigione.
Il suo culto fu confermato il 1º ottobre 1864 da papa Pio IX. La sua festa si celebra il 25 gennaio.
Dal Martirologio Romano: "A Mantova, beata Arcangela (Eleonora) Girlani, vergine dell'Ordine delle Carmelitane, priora del convento di Parma e fondatrice del cenobio di Mantova".